# 北海道炭礦汽船夕張鉄道線
夕張鉄道線（ゆうばりてつどうせん）は、夕張鉄道（のちに北海道炭礦汽船）が運行していた鉄道路線である。
北海道石狩支庁管内江別市の函館本線野幌駅から、空知支庁管内夕張郡栗山町の室蘭本線栗山駅、同支庁管内夕張市の夕張線（のちの石勝線）鹿ノ谷駅を経て同市の夕張本町駅までを結んでいた。1975年に全線が廃止された。

## 概要
夕張鉄道線は、北炭夕張炭鉱の事業用資材や石炭を運搬する目的で北海道炭礦汽船（以前の北海道炭礦鉄道）が設立した夕張鉄道によって1926年（大正15年）に開業し、1930年（昭和5年）には野幌 - 新夕張（のちの夕張本町）間の全線が開通した。
夕張炭田のうち若菜辺地区や新夕張炭山では明治30年代より石狩石炭が炭鉱開発を行い、明治42年（1909年）には熊ノ沢 - 鹿ノ谷 - 若菜辺間で専用鉄道の使用を開始した。北炭夕張炭鉱やその周辺炭鉱で産出される石炭は国鉄夕張線により室蘭、小樽方面に輸送し、逆に炭鉱へは、由仁村川端地区で採取した坑内充填用火山灰を夕張線川端駅に接続する川端専用鉄道（大正7年鉄道敷設免許）と国鉄夕張線により運び込んでおり、夕張線による輸送は飽和状態となっていた。
1920年（大正9年）に石狩石炭を吸収した北海道炭礦汽船（以下、北炭）は、石炭増産に際して自社による石炭と火山灰の輸送を目論み、夕張鉄道（株）を設立、栗山 - 新夕張（のちの夕張本町）間16Mと継立 - 川端火山灰採取地間6Mの鉄道敷設免許を取得した。このうち栗山 - 新夕張間の本線を1926年（大正15年）に開業し、旅客・貨物輸送を開始した。続いて、1927年（昭和2年）には札幌・小樽方面への石炭輸送の短絡路として江別 - 栗山間12M28Cの鉄道免許を取得したが、幌向村内の通過予定地の地質が軟弱な泥炭地で線路敷設が困難であることを理由に国鉄接続駅を江別駅から野幌駅に変更の上、1930年（昭和5年）に野幌 - 栗山間を開業した。なお、継立 - 川端間の火山灰輸送線は、川端採取地の閉鎖と継立駅南方の新たな火山灰採取地への北炭継立専用鉄道建設により夕鉄としては起業放棄した。 
夕張鉄道は、開業区間の野幌 - 夕張本町間以外にもいくつかの鉄道敷設計画があった。1935年（昭和10年）には、上江別 - 江別間および上江別 - 石狩間の鉄道敷設免許を申請したが、10km以上に渡って石狩川堤防上に線路を敷設するという計画に対して河川を管轄する北海道庁土木部河港課より多くの照会を受け、1939年（昭和14年）には上江別 - 対雁 - 当別太 - 篠路 - 花畔 - 石狩を結ぶ31.0kmと上江別 - 江別間1.6kmに計画を変更した。これについても石狩港築設計画の具体化まで保留するのが妥当との北海道庁の判断により、1943年（昭和18年）に申請書類を差し戻された。
また、平和砿の石炭増産に伴って鹿ノ谷駅を経由しない室蘭方面への短絡線として、北炭平和砿専用鉄道を吸収して専用鉄道終点と国鉄清水沢駅とを結ぶ平和 - 清水沢間4.6kmの鉄道敷設免許を1940年（昭和15年）に取得した。こちらは、平和砿の出炭量が当初の計画通りに増えなかったことから、進展のないまま工事施行認可延長を繰り返し、1956年（昭和31年）に免許失効している。
その他、1958年（昭和33年）東急の北海道進出に際して、札幌 - 上江別間20.5kmの地方鉄道で、定山渓鉄道および夕張鉄道と一体化して運行し、将来は定山渓鉄道及び夕張鉄道を合併する札幌急行鉄道の構想も浮上し、1958年3月3日には免許申請を行ったが、結局実現はしなかった。
夕張鉄道には多くの北炭専用鉄道が接続しており、北炭継立専用鉄道や夕張砿専用鉄道に直通する火山灰輸送貨車を北炭より借り入れ、火山灰輸送終了後も社線内石炭輸送に使用した。また、夕張砿専用鉄道や角田砿専用鉄道、真谷地砿専用鉄道などに客車を貸し出し、砿員や家族の輸送に使用した。北炭ではこれらの専用鉄道を電化して電車を走らせるべく、夕張砿専用鉄道は1948年（昭和23年）7月、角田砿専用鉄道は同年10月に工事方法変更（電化）認可申請し、旭川市街軌道より夕張砿用に28と29（書類上は29と30）、角田砿用に3と20をそれぞれ購入したが、資金難により夕張砿専用鉄道の電化は頓挫、角田砿専用鉄道のみが電化され、砿員・家族輸送に電車が使用された。従前、夕張鉄道線の夕張市内で使用する目的で旭川市街軌道の電車を購入した旨の記述が見られるが事実かどうかは不明である。
夕張鉄道は石炭輸送だけでなく旅客サービスにも力を入れ、1952年（昭和27年）に気動車を導入、さらに翌年には国私鉄通じて北海道初の液体式気動車（キハ251）が導入されてスピードアップが図られた。また、1961年（昭和36年）には国鉄の準急夕張に対抗して急行列車（急行料金 35km未満30円・35km以上60円）が運行された。錦沢駅は1927年（昭和2年）には既に「幽遼閑雅の地に位するを以って探勝のため、下車を希望する旅客多数」（駅昇格の理由書より）として信号所から駅に昇格し、錦沢遊園地が開設されて夕張随一の行楽地として賑わった。一方、鉄道の培養路線として夕張鉄道のバス路線が1952年（昭和27年）夕張・栗山間で運行開始、その後上江別（後北海鋼機前）・札幌大通間を開業、鉄道+バスの複合輸送により札幌乗り入れを形ながら実現した。
昭和30年代半ばに輸送のピークを迎えたが、バス路線の発達やマイカーの普及により旅客輸送が減少したため、夕張バスを吸収して経営の効率化を図ると共に、夕張市内の旅客輸送を順次バスに置き換えた。昭和40年代に入ると石炭産業の斜陽化により貨物輸送が減り始め、1971年（昭和46年）に鹿ノ谷 - 夕張本町間の運輸営業と栗山 - 鹿ノ谷間の旅客輸送を廃止した。だが、翌1972年（昭和47年）には新夕張炭砿が閉山して主力は北炭平和砿のみとなり、1974年（昭和49年）に野幌 - 栗山間の旅客輸送を休止、貨物専業となった全線を輸送合理化のため北海道炭礦汽船に譲渡した。1975年（昭和50年）3月末の北炭平和砿の閉山により遂に命脈尽き、全線が廃止されるに至った。このうち野幌 - 北海鋼機前間は北海鋼機（株）専用線、鹿ノ谷 - 若菜間は化成工業所専用鉄道となり、夕鉄廃止後も使用された。

## 路線データ
鹿ノ谷 - 夕張本町間廃止直前
- 路線距離：53.2km
- 軌間：1067mm
- 駅数：19駅（起終点駅含む）
- 複線区間：なし（全線単線）
- 電化区間：なし（全線非電化）
- 閉塞方式：タブレット閉塞式（野幌 - 鹿ノ谷間ではタイヤー式タブレット閉塞器、鹿ノ谷 - 夕張本町間では大同D型閉塞器がそれぞれ使用された）
  - 交換可能な駅は駅一覧を参照。
- 最小曲線半径：181.05m
- 最急勾配：22.73パーミル
- 軌条：30kgおよび37kg
- 橋梁：22箇所
- 隧道：3箇所
- 機関区及び客貨車区：鹿ノ谷駅構内
- 工場：鹿ノ谷駅構内
- 機関車駐泊所：野幌駅構内

## 歴史

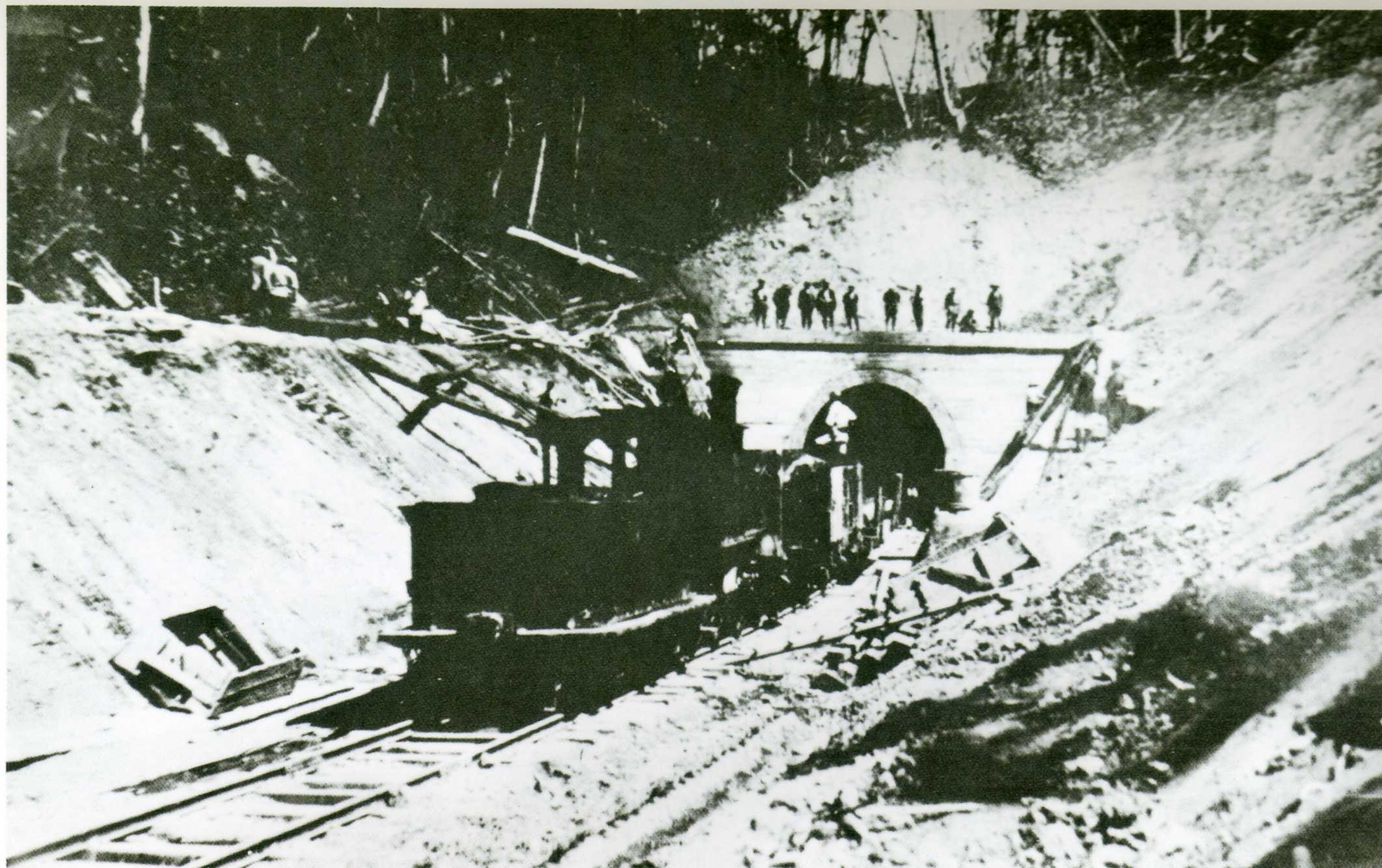
建設中の第3隧道、機関車は大勝号/1925年頃

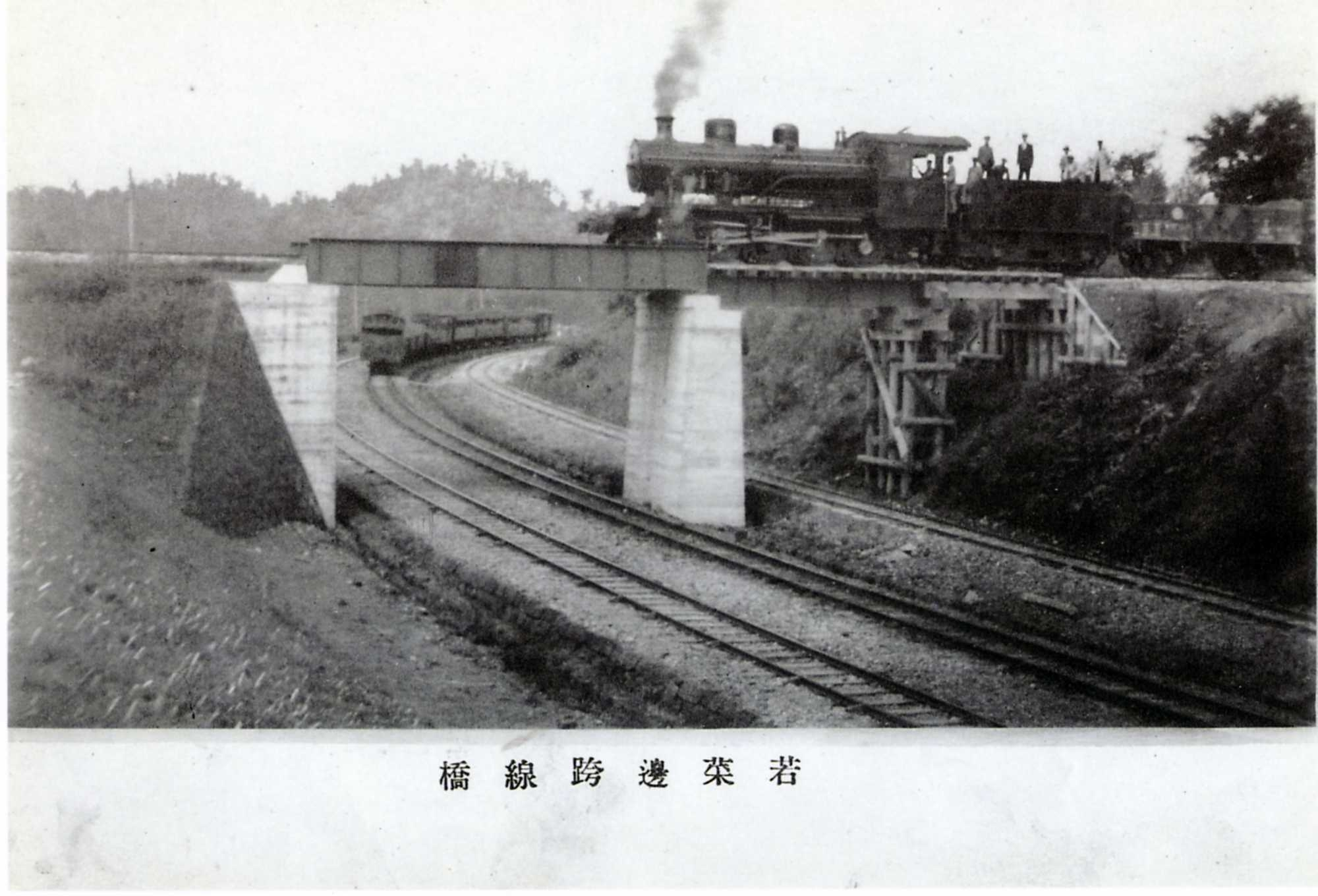
開業当時の若菜辺跨線橋を行く11形/1926年

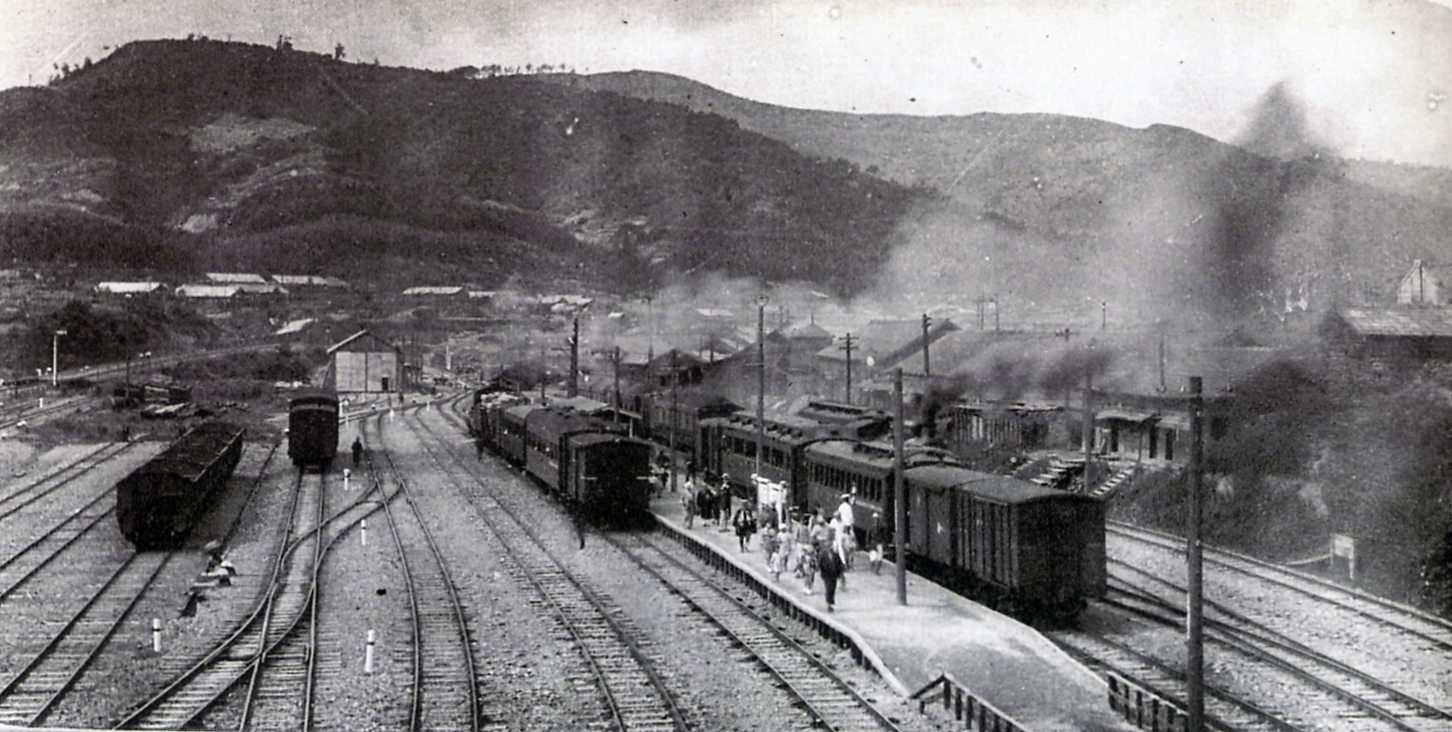
開業当初の鹿ノ谷駅構内/1930年

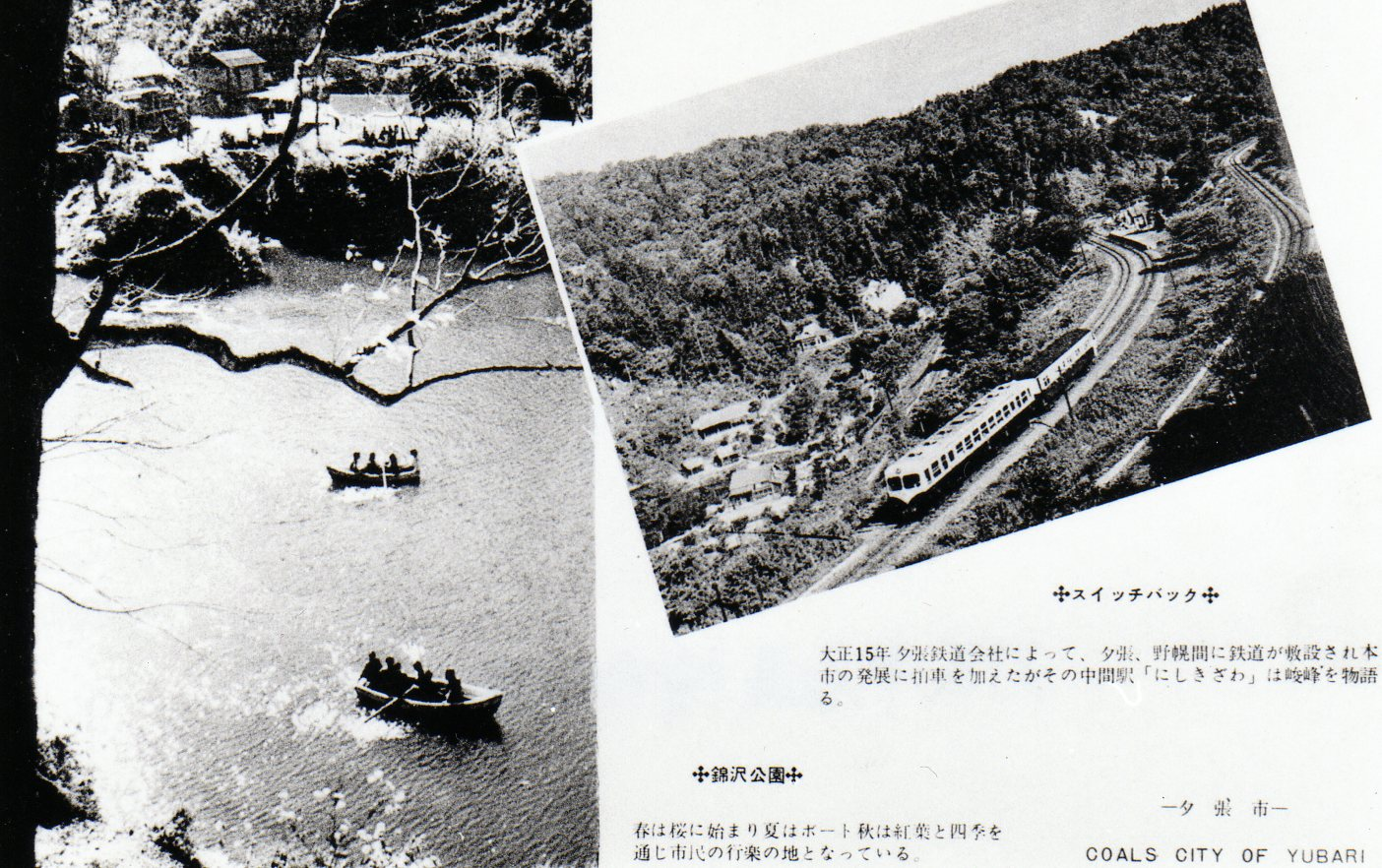
錦沢のスイッチバックと遊園地・夕張市絵はがき/1955年

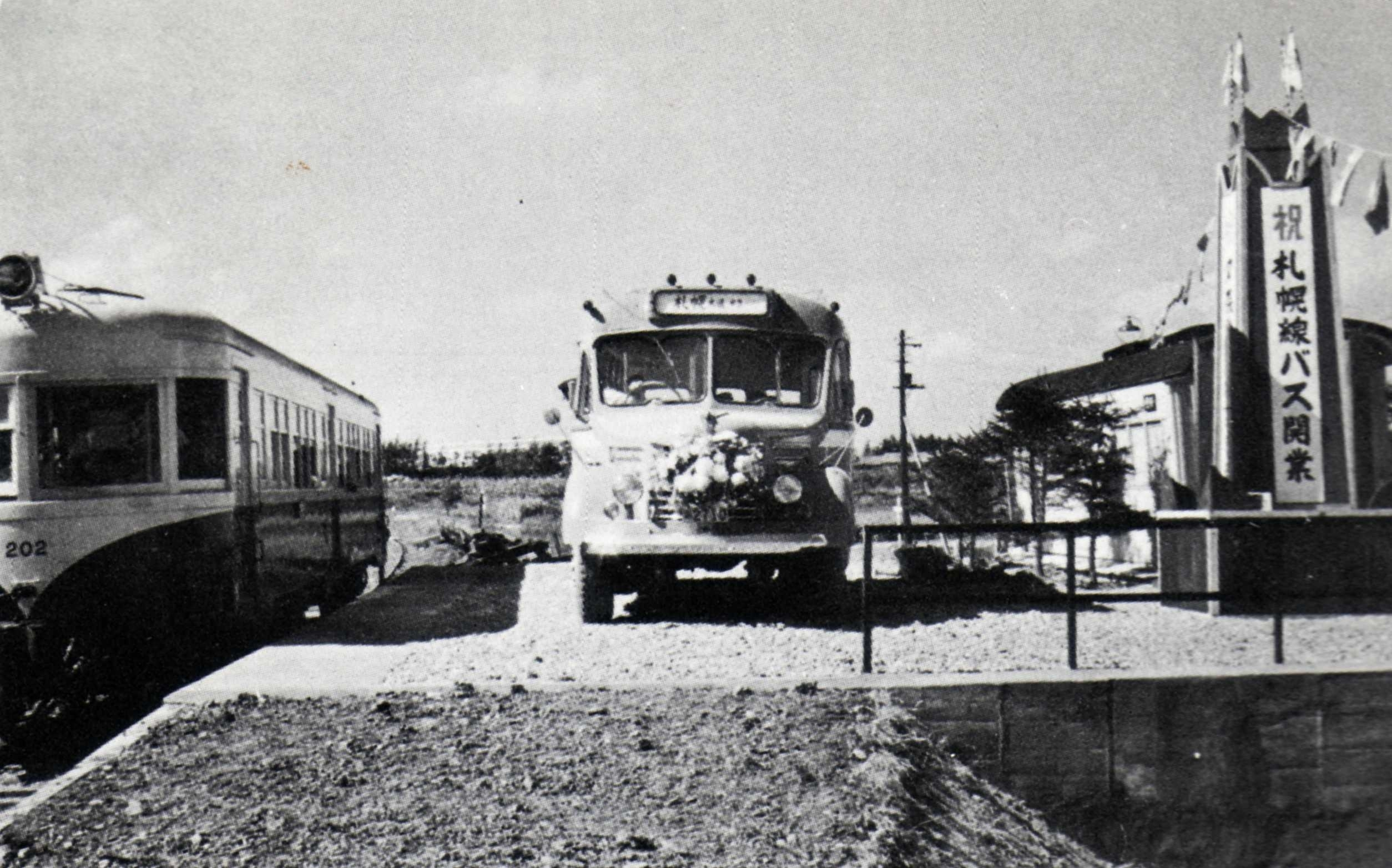
上江別駅でのバス連絡/1956年

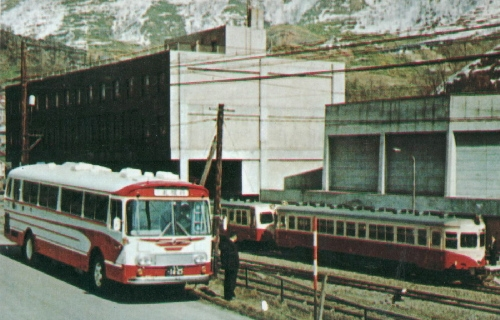
夕張本町駅にて/1970年頃

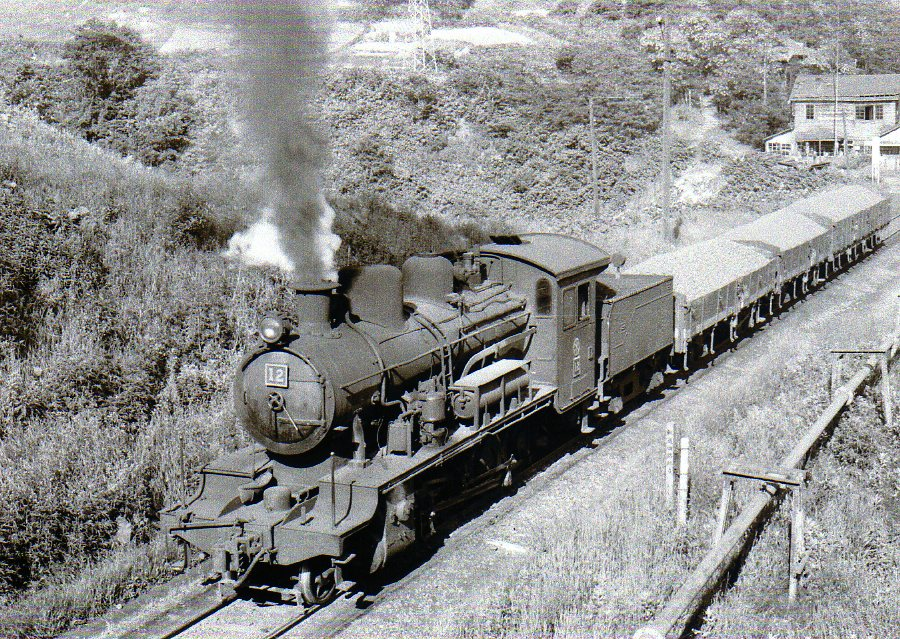
若菜の化成工業所専用線で運用される12号機/1972年

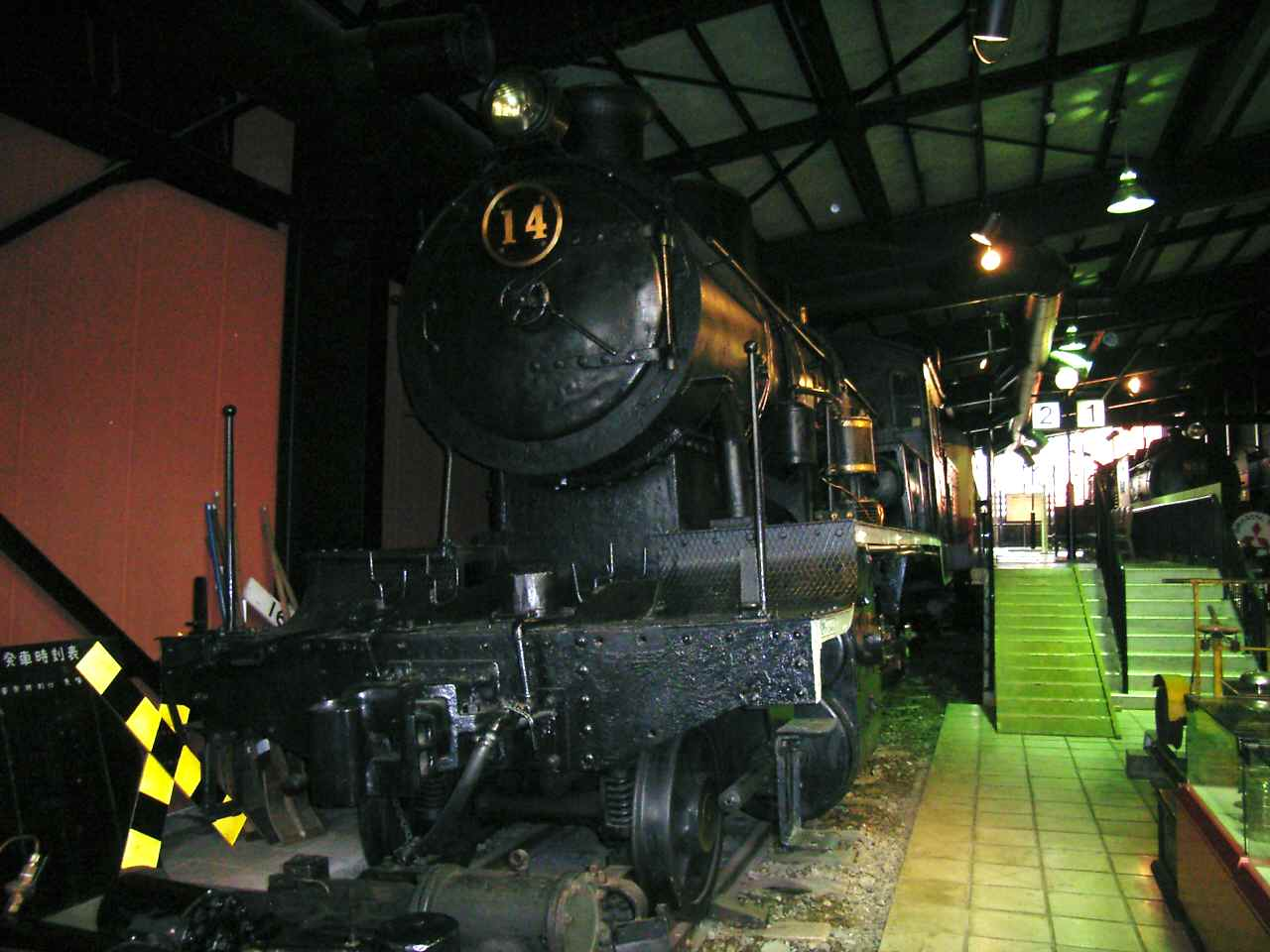
石炭の歴史村SL館に保存されている14号機

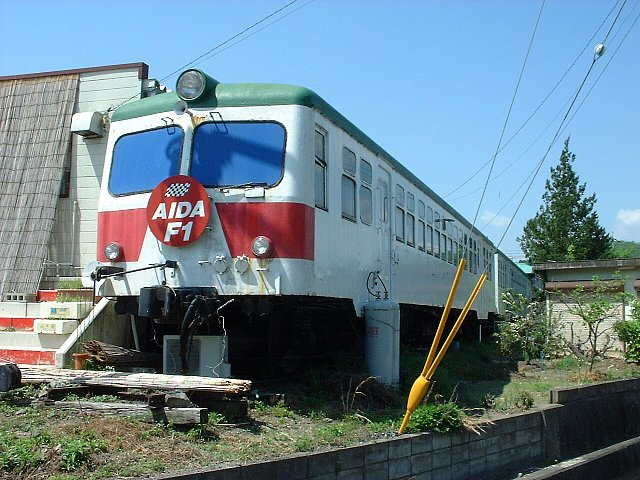
岡山臨港鉄道廃線後に岡山県美作市で保存されていた頃の元夕張鉄道キハ252、キハ253

- 1907年（明治40年）6月27日 鹿ノ谷 - 若菜辺間専用鉄道敷設免許（石狩石炭）
- 1908年（明治41年）10月25日 鹿ノ谷 - 若鍋（のちの若菜辺）間専用鉄道運輸開始
- 1909年（明治42年）
  - 10月6日 鹿ノ谷 - 熊ノ沢間専用鉄道敷設免許（石狩石炭）
  - 11月6日 鹿ノ谷 - 熊ノ沢間専用鉄道運輸開始
- 1915年（大正4年）10月23日 新夕張 - 丁未（ていみ）間2.6km北炭夕張炭礦専用鉄道敷設免許
- 1920年（大正9年）2月17日 若菜辺専用鉄道、熊ノ沢専用鉄道の北炭譲受認可
- 1921年（大正10年）10月24日 栗山 - 新夕張間16M(25.7km)および継立 - 川端間6M (9.65km) 鉄道敷設免許申請
- 1922年（大正11年）7月7日 栗山 - 新夕張間および継立 - 川端間鉄道敷設免許
- 1924年（大正13年）
  - 1月24日 夕張鉄道株式会社発足（資本金300万円）
  - 9月1日 栗山 - 新夕張間工事着手届
- 1925年（大正14年）7月21日 江別 - 栗山間12M28C (19.87km) 鉄道敷設免許申請
- 1926年（大正15年）10月14日 栗山 - 新夕張（のちの夕張本町）間開業、北炭熊ノ沢専用鉄道と若菜専用鉄道のうち夕張鉄道への充用区間2.2km廃止
- 1927年（昭和2年）
  - この年 （北炭角田炭礦開坑）
  - 1月8日 新夕張駅接続の北炭夕張炭礦専用鉄道および継立駅接続の北炭継立専用鉄道1.07km運輸開始
  - 9月1日 錦沢信号所を錦沢駅に変更
  - 12月5日 江別 - 栗山間19.87km鉄道敷設免許
- 1928年（昭和3年）12月4日 継立 - 川端間起業廃止届（官報掲載は翌年1月8日）
- 1929年（昭和4年）
  - 5月8日 起業目論見書記載事項変更認可（起点を江別から野幌に変更、野幌 - 栗山間14M24C (23.0km) ）
  - 8月 資本金600万円に増資、野幌 - 栗山間着工
- 1930年（昭和5年）
  - 7月 （北炭若菜辺礦事業中止）
  - この年 継立駅からの火山灰輸送中止
  - 11月3日 野幌 - 栗山間開業
- 1933年（昭和8年）
  - 4月20日 継立駅接続の北炭継立専用鉄道1.07km廃止
  - 10月31日 北炭若菜辺専用鉄道2.0km廃止（北炭若菜辺礦廃止に伴い）
- 1934年（昭和9年）4月1日 新二岐駅接続の北炭角田炭砿専用鉄道4.6km運輸開始
- 1935年（昭和10年）9月3日 上江別 - 石狩間および上江別 - 江別間の鉄道敷設免許申請
- 1936年（昭和11年）5月1日 化成工業所専用鉄道0.7km運輸開始（廃止された若菜辺専用鉄道の路盤を一部使用）
- 1937年（昭和12年）
  - この年 （北炭平和礦開坑）
  - 12月15日 平和駅接続の北炭平和砿専用鉄道1.02km敷設免許
- 1938年（昭和13年）8月1日 平和駅（貨物駅）設置、北炭平和砿専用鉄道1.02km運輸開始
- 1939年（昭和14年）
  - 4月 若菜辺駅接続の北炭若菜専用鉄道0.7kmを夕張製作所に譲渡
  - 8月28日 平和 - 清水沢間4.6km鉄道敷設免許申請
- 1940年（昭和15年）
  - 2月27日 若菜辺駅接続の夕張製作所専用鉄道が第2工場への延長線0.4km運輸開始
  - 10月1日 平和 - 清水沢間4.6km鉄道敷設免許
- 1943年（昭和18年） 2月 上江別 - 石狩間および上江別 - 江別間の鉄道敷設免許申請返戻（北海道庁より）
- 1945年（昭和20年）3月15日 軍需充足会社に指定
- 1946年（昭和21年） 旅客輸送量がピーク（年度で245万人）となる。
- 1949年（昭和24年）11月17日 北炭夕張礦専用鉄道新夕張 - 高松間工事方法変更（電化）認可申請取下げ
- 1950年（昭和25年）2月6日 北炭角田砿専用鉄道工事方法変更（電化）認可
- 1951年（昭和26年）
  - 9月 資本金1,600万円に増資
  - 12月1日 北炭夕張礦専用鉄道廃止届（国鉄請願側線に変更のため）
- 1952年（昭和27年）
  - 4月25日 礦業所前駅（通勤者用駅）開業
  - 11月25日 内燃動力併用認可、以後DCによる旅客列車運行を開始
- 1953年（昭和28年）
  - 1月 資本金2,500万円に増資、貨物輸送量（年度）が100万tを超える
  - 4月5日 南幌向駅を南幌（みなみほろ）駅に改称
- 1954年（昭和29年）1月16日 若菜辺駅を若菜駅に、新夕張駅を夕張本町駅に改称
- 1954年（昭和29年）8月16日 新二岐駅接続の北炭角田砿専用鉄道を角田炭砿（株）に譲渡
- 1956年（昭和31年）
  - 6月 資本金5,000万円に増資
  - 8月11日 営林署前駅、末広駅設置
  - 9月20日 上江別・札幌大通間バス連絡輸送開始
  - 10月1日 平和 - 清水沢間4.6km鉄道敷設免許失効
  - 12月1日 野幌バス停留所駅設置、野幌バス停留所 - 札幌大通間バス連絡輸送開始。上江別での列車連絡廃止
- 1958年（昭和33年）7月 資本金1億円に増資
- 1959年（昭和34年）
  - この年 旅客輸送量が2度目のピーク（年度で206万人）となる
  - 4月1日 下の月駅開業
  - 9月22日 双葉駅開業
- 1960年（昭和35年）7月1日 平和駅を貨物駅から一般営業駅に変更、礦業所前駅を通勤者用駅から旅客営業駅に変更
- 1961年（昭和36年）9月1日 野幌 - 夕張本町間に急行列車運転開始（野幌バス停留所 - 札幌大通間バス連絡輸送）
  - 停車駅：野幌駅 - 北海鋼機前駅 - 南幌駅 - 栗山駅 - 若菜駅 - 営林署前駅 - 鹿ノ谷駅 - 末広駅 - 夕張本町駅
- 1962年（昭和37年）9月1日 夕製前駅開業
- 1963年（昭和38年）10月1日 夕張バス（株）を合併し、資本金1億1,000万円に増資。旅客列車のDC化完了、混合列車廃止（一部臨時列車を除く）
- 1964年（昭和39年）
  - 7月20日 野幌バス停留所駅を北海鋼機前駅に改称
  - 9月14日 北海鋼機前駅接続の北海鋼機（株）専用線運輸開始
- 1967年（昭和42年）
  - この年 貨物輸送量がピーク（年度で187.9万t）となる
  - 9月30日 急行列車廃止
- 1968年（昭和43年）4月5日 南幌（みなみほろ）駅を南幌（なんぽろ）駅に改称
- 1970年（昭和45年）4月 角田炭礦新二岐礦（元北炭角田礦）閉山、角田炭砿（株）専用鉄道廃止
- 1971年（昭和46年）
  - 11月1日 鹿ノ谷 - 夕張本町間運輸営業廃止および栗山 - 鹿ノ谷間旅客営業廃止許可
  - 11月15日 鹿ノ谷 - 夕張本町間運輸営業廃止、栗山駅 - 鹿ノ谷駅間旅客営業廃止
- 1972年（昭和47年）4月 新夕張炭礦閉山、新夕張炭砿専用側線廃止
- 1974年（昭和49年）
  - 2月4日 野幌 - 栗山間旅客営業休止許可申請（バス代行）
  - 2月27日 野幌 - 鹿ノ谷間を北海道炭礦汽船に譲渡許可申請
  - 3月23日 野幌 - 栗山間旅客営業休止許可（1975年（昭和50年）3月19日まで）および野幌 - 鹿ノ谷間北海道炭礦汽船譲渡許可
  - 4月1日 野幌 - 栗山間旅客営業休止、野幌 - 鹿ノ谷間の全線を北海道炭礦汽船に譲渡
  - 12月28日 野幌 - 鹿ノ谷間運輸営業廃止許可申請
- 1975年（昭和50年）
  - 3月 北炭平和礦閉山、平和砿専用鉄道廃止
  - 3月14日 野幌 - 鹿ノ谷間運輸営業廃止許可
  - 3月20日 野幌 - 栗山間旅客営業廃止（旅客営業休止期限に伴い3月20日廃止実施）
  - 4月1日 野幌 - 鹿ノ谷間運輸営業廃止（野幌 - 北海鋼機前間は北海鋼機（株）専用線に譲渡、鹿ノ谷 - 若菜間は化成工業所専用鉄道に転用）
- 1978年（昭和53年）4月 化成工業所専用鉄道鹿ノ谷 - 化成工場間廃止
- 1987年（昭和62年）3月12日 北海鋼機（株）専用線野幌 - 会社工場間廃止

## 駅一覧
全駅北海道に所在。接続路線の事業者名・路線名は当線廃線当時のもの。接続専用鉄道・専用線は後節参照。
| 駅名         | 駅間キロ | 累計キロ | 接続路線               | 交換施設 | 所在地   | 所在地        |
| ------------ | -------- | -------- | ---------------------- | -------- | -------- | ------------- |
| 野幌駅       | -        | 0.0      | 日本国有鉄道：函館本線 | ×        | 石狩支庁 | 江別市        |
| 北海鋼機前駅 | 0.8      | 0.8      |                        | ×        | 石狩支庁 | 江別市        |
| 上江別駅     | 1.6      | 2.4      |                        | ×        | 石狩支庁 | 江別市        |
| 下の月駅     | 3.6      | 6.0      |                        | ×        | 石狩支庁 | 江別市        |
| 晩翠駅       | 2.6      | 8.6      |                        | △        | 空知支庁 | 空知郡 南幌町 |
| 南幌駅       | 3.6      | 12.2     |                        | ○        | 空知支庁 | 空知郡 南幌町 |
| 双葉駅       | 3.4      | 15.6     |                        | ×        | 空知支庁 | 夕張郡 長沼町 |
| 北長沼駅     | 2.5      | 18.1     |                        | △        | 空知支庁 | 夕張郡 長沼町 |
| 中央農試前駅 | 2.8      | 20.9     |                        | ×        | 空知支庁 | 夕張郡 長沼町 |
| 栗山駅       | 2.1      | 23.0     | 日本国有鉄道：室蘭本線 | ○        | 空知支庁 | 夕張郡 栗山町 |
| 角田駅       | 4.4      | 27.4     |                        | △        | 空知支庁 | 夕張郡 栗山町 |
| 継立駅       | 4.7      | 32.1     |                        | △        | 空知支庁 | 夕張郡 栗山町 |
| 新二岐駅     | 3.6      | 35.7     |                        | ○        | 空知支庁 | 夕張郡 栗山町 |
| 錦沢駅       | 7.6      | 43.3     |                        | ○        | 空知支庁 | 夕張市        |
| 平和駅       | 4.1      | 47.4     |                        | ○        | 空知支庁 | 夕張市        |
| 礦業所前駅   | 0.8      | 48.2     |                        | ×        | 空知支庁 | 夕張市        |
| 夕製前駅     | 0.6      | 48.8     |                        | ×        | 空知支庁 | 夕張市        |
| 若菜駅       | 0.3      | 49.1     |                        | ○        | 空知支庁 | 夕張市        |
| 営林署前駅   | 1.0      | 50.1     |                        | ×        | 空知支庁 | 夕張市        |
| 鹿ノ谷駅     | 1.0      | 51.1     | 日本国有鉄道：夕張線   | ○        | 空知支庁 | 夕張市        |
| 末広駅       | 0.9      | 52.0     |                        | ×        | 空知支庁 | 夕張市        |
| 夕張本町駅   | 1.2      | 53.2     |                        | ×        | 空知支庁 | 夕張市        |

- 交換施設の○は、廃線時にて列車交換可能な設備があり。△は、かつて交換設備があったが廃線以前に撤去。×は交換設備はなし。
- 錦沢駅には大規模なスイッチバックがあり、平和駅近くには大きなΩカーブがあった。
- 夕張本町 - 平和間は駅間距離が0.3 - 1.2km（平均0.8km）と短く、夕張本町 - 若菜の通勤・通学列車も設定されていた。また、夕張付近の通勤・通学列車の電車化が計画されたと伝えられるが、許認可関係文書からは確認できない。

### 接続専用鉄道・専用線
北海鋼機（株）専用線
北海鋼機前 - 会社工場 (0.5km) 1964年9月14日 - 1987年3月12日
夕張鉄道線廃止後は野幌 - 北海鋼機前間を譲受けた野幌 - 会社工場間1.5kmが運行されていた。
北炭継立専用鉄道
継立 - 砂利採取場 (1.07km) 1927年1月7日 - 1933年4月20日
坑内充填用火山灰の採取線として使用開始した。火山灰充填の廃止に伴い用途廃止となった。
角田炭砿（株）専用鉄道
新二岐 - 角田坑 (4.6km) 1934年4月1日 - 1970年
北炭角田砿への専用鉄道で、石炭輸送のほか、夕張鉄道から客車を借入れ旅客輸送も行っていた。
1949年から1965年6月19日まではDC600Vで電化され、元旭川市街軌道の路面電車（1929年川崎車輌製半鋼製単車）2両が新二岐駅 - 事務所前駅間で通勤輸送用に使用された。
栗山町史によれば、この車両は1965年2月に車両火災で廃車になり、足を奪われた住民から復活運動が起きたが、当鉄道の電車運用及び旅客扱いは石炭産業斜陽化の影響もあって廃止され、同年6月2日から夕鉄バスの代行に替わったとされる。
一方廃止後に発行された『鉄道ファン』、『鉄道ピクトリアル』によると6月19日かぎり廃止。また『鉄道ファン』には6月の検査に150万かかるとして断念したとしている。
北海道炭礦汽船（株）平和砿専用鉄道
平和駅 - 平和坑 (1.0km) 1938年8月1日 - 1975年
夕鉄沿線で最後まで出炭した北炭平和砿の専用鉄道。夕張鉄道平和 - 清水沢間敷設計画では夕鉄に吸収される予定だったが、陽の目を見ないまま計画は頓挫した。
北海道炭礦汽船（株）若菜辺専用鉄道 1908年10月25日 - 1933年10月31日
若菜辺砿の専用鉄道で、専用鉄道敷設免許は1907年で、この地区では最も古い。石狩石炭により鹿ノ谷 - 若菜辺間で使用開始、1920年北炭に譲渡された。
路線の一部は夕張鉄道に充用されて廃止となり、若菜辺砿閉山により1933年に残存区間も廃止となった。
北海道炭礦汽船（株）化成工業所専用鉄道
若菜 - 化成工場 (1.0km) 1936年5月1日 - 1978年4月
夕張鉄道線廃止後は夕張運送により元夕張鉄道線鹿ノ谷 - 若菜間を含む鹿ノ谷 - 化成工場間2.8kmが運行されていた。
（株）夕張製作所専用鉄道
若菜 - 工場 (0.4km) ほか 1936年5月11日 - 1971年
北炭各礦で使用する機械の製作・修理を行う夕張製作所（1938年操業開始）への専用鉄道。廃止された若菜辺専用鉄道の路盤の一部を利用して北炭が1936年に使用開始した若菜専用鉄道0.7kmを起源とし、1939年に夕張製作所に譲渡。1940年2月27日に第2工場への0.4kmを新たに運輸開始した。1965年北炭機械工業専用鉄道に改称。
新夕張炭砿（株）専用鉄道
鹿ノ谷 - 熊ノ沢 (0.9km) 1909年11月6日 - 1972年
石狩石炭が使用開始した専用鉄道で、1920年北炭に譲渡。路線の一部は夕張鉄道に充用されて廃止となった。
北海道炭礦汽船（株）夕張炭礦専用鉄道
新夕張 - 夕張丁未 (4.2km) 1927年1月8日 - 1951年12月1日
北炭夕張炭礦の坑内充填用火山灰と炭鉱用資材輸送を目的とした専用鉄道。
中間の高松に乗降場が設けられ、従業員輸送を行ったこともある。1948年には新夕張 - 高松間の電化を認可申請して旭川市街軌道より電車2両を購入したが、資金難により計画中止となった。
1951年に国鉄夕張駅接続の国鉄請願側線に変更され、専用鉄道としては廃止届が出された。

## 運行

### 運行状況
1968年4月時点での列車運行状況
- 旅客列車
  - 野幌 - 夕張本町間 7往復
  - 野幌 - 栗山間 3往復
  - 若菜 - 夕張本町間 2.5往復
- 貨物列車
  - 野幌 - 鹿ノ谷間 3往復
  - 北長沼 - 鹿ノ谷間 1往復
  - 栗山 - 鹿ノ谷間 1往復
  - 新二岐 - 鹿ノ谷間 2往復
  - 新二岐 - 角田砿間 1往復
  - 平和 - 鹿ノ谷間、若菜 - 鹿ノ谷間 それぞれ数往復

### 輸送量の推移
| 年度     | 旅客輸送量（万人） | 貨物輸送量（万t） |
| -------- | ------------------ | ----------------- |
| 1941年度 | 156万人            | 65万t             |
| 1946     | 245                | 48.8              |
| 1947     | 224                | 53.2              |
| 1948     | 197                | 63.1              |
| 1949     | 187                | 59.5              |
| 1951     | 168                | 77.5              |
| 1955     | 142                | -                 |
| 1958     | 193                | 121.1             |
| 1959     | 206                | 141.1             |
| 1960     | 205                | 153.1             |
| 1963     | -                  | 185.3             |
| 1965     | 178                | 199.8*            |
| 1967     | 143                | 187.9             |
| 1971     | 103                | 172.6             |

- 1965年度の車扱貨物輸送量193.6万tの内訳は石炭147.5万t、木材13.3万t、金属11.9万t、石炭製品10.4万t、石油製品2.5万t、米2.0万t、化学薬品1.9万t、化学肥料1.2万t、砂利0.9万t、青果品0.6万tであった。

## 車両

### 蒸気機関車

#### 入換および小列車用の機関車
1形（1、2）
1925年にドイツのオーレンシュタイン・ウント・コッペル社の250PSクラスを2両を輸入したもので、軸配置1C1、重量43.32t、全長9704mm、動輪径1100mm、固定軸距2400mm、シリンダ400mm×500mmと小型機の輸入が多いコッペル社製機関車としては貝島炭砿31、32（軸配置1C1、重量44.3t）のものに次ぐ大型機であった。なお、コッペル社の記録では北海道炭礦汽船の発注となっている。また、同型機5両がいずれも北海道の鉄道で使用されていた。
1は1927年、2は1930年に空気ブレーキ化改造を実施し、あわせて本線の列車に使用する場合を考慮した補助水槽車ミ1が1931年に用意された。
鹿ノ谷および若菜駅構内の入換や、夕張本町 - 若菜辺砿（のちの平和砿）間など夕張付近の近距離列車などに使用されたほか、角田炭鉱専用線などにも使用された。機関車の検修や故障時には北炭清水沢炭鉱専用線でも使用されたが、1965年に廃車となった（鹿ノ谷・清水沢間の回送は国鉄貨物列車の後部に連結して行われた。鉄道ピクトリアル誌には「後部補機？」と記載されており、国鉄線の補機仕業に実際、使用されたのかは確認できない。ちなみに1形の廃止後は11形が清水沢炭鉱専用線に応援に入ることもあった）。
6形 (6)
1905年にアメリカのボールドウィン・ロコモティブ・ワークス社で製造された鉄道作業局B6形1147→国鉄2500形2613を1927年に譲受したもので、軸配置C1、重量49.97t、全長18414mm、動輪径1250mm、固定軸距3810mm、シリンダ381mm×610mm。
1964年まで鹿ノ谷構内の入換に使用された。
7形 (7)
1900年にイギリスのダブス社で製造された鉄道作業局D9形629→6270形6279（2Bテンダ機）を1927年に浜松工場で1070形1113（2B1タンク機）に改造したものを1940年に譲受したもので、軸配置2B1、重量48.00t、全長11381mm、動輪径1520mm、固定軸距2541mm、シリンダ406mm×610mm
11形に代わって混合列車用に使用され、11形を輸送量が増加していた貨物列車に振り向けたが、入線後まもなくの1941年1月から1941年6月まで、それまで貸与されていた9と引き換えに定山渓鉄道に貸出された。
新夕張 - 野幌間の混合列車をミ1を補助水槽車として連結して牽引するなどして1960年まで使用された。
9形 (9)
1925年に汽車製造で製造された筑波鉄道5 - 9形1C1タンク機のうちの9を1929年に譲受したもので平和砿の開坑に対して準備されたもの。
同型機が北九州鉄道、宇部鉄道、能登鉄道、胆振縦貫鉄道、三岐鉄道に合わせて13両あった。軸配置1C1、重量44.82t、全長9928mm、動輪径1118mm、固定軸距2946mm、シリンダ381mm×559mmと1形と同等のサイズの機関車で1形と同じく夕張地区の入換や小列車に使用された。
1940年4月11日から約10か月間定山渓鉄道に貸出され、9形と引換えに戻った後、1942年には空気ブレーキ化改造を受けるなどして使用されたが、同年に同系の天塩鉄道が開業する際に譲渡されている。

#### 本線列車用の機関車
11形 (11 - 14)
1926年、当鉄道の開業に際して日立製作所で製造された軸配置1Dのテンダ機関車。
詳細は夕張鉄道11形蒸気機関車を参照。
21形 (21 - 28)
11形より強力な機関車として、戦争体制の強化によって1両が1941年に、戦後の石炭輸送の増加に伴って7両が1948年から1964年にかけて導入された国鉄9600形の同形機および払い下げ機である。のちには、ギースル煙突装備などの近代化改造が計画される（実現はしていない）など、11形に代わって貨物輸送の主力として長く使用され続け、廃線時には21、25 - 28が残っていた。
同じ21形でも軸配置1D、重量59.83 - 62.52t、全長16,563 - 16,662mm、動輪径1,260mm、固定軸距4,572mm、シリンダ508mm×610mm、全伝熱面積153.6 - 163.6m2と、製造年などにより若干仕様が異なっていた。
21は、1941年に川崎車輛で製造された自社発注機で、昭和に入ってから製造された9600形として、三菱大夕張鉄道3、4号や美唄鉄道5号に並ぶ数少ない事例であり、そのなかでも最後に製造された1両であった。簡易排雪装置（特殊雪カキ器装置）を装備していた時期がある。
22は、1915年川崎造船所製造の国鉄9682を1949年に譲受したもの。パイプ煙突に改造されており、簡易排雪装置（特殊雪カキ器装置）を装備していた時期がある。1971年に北炭真谷地鉱業所へ移った。
23は、1914年川崎造船所製造の国鉄9614（最終配置岩見沢区）を1956年に譲受したもの。キャブ下部がS字形状、大煙管が1本少なく小煙管が8本多いなどの差異がある、9658までの9600形初期型に属するものであった。1970年廃車。
24は、1914年川崎造船所製造の国鉄9645（最終配置旭川区）を1960年に譲受したもの。1969年に北炭真谷地鉱業所へ移った。
25は、1921年川崎造船所製造の国鉄49694（最終配置鷲別区）を1961年に譲受したもの。火室にアーチ管がなく、若干伝熱面積が少ないものであり、簡易排雪装置（特殊雪カキ器装置）を装備していた時期がある。
26は、1919年川崎造船所製造の国鉄29674（最終配置田端区）を1962年に譲受したもの。簡易排雪装置（特殊雪カキ器装置）を装備していた時期がある。
27は、1920年川崎造船所製造の国鉄49634を1963年に譲受したもの。火室にアーチ管がなく、若干伝熱面積が少ないものであった。
28は、1920年川崎造船所製造の国鉄49650（最終配置長岡一区）を1964年に譲受したもの。この機関車は夕張鉄道でさまざまな改造がなされ、前照灯シールドビーム化、動力逆転機化、除煙板下部の切取、テンダーの炭庫の両サイドのカットがなされていた。

### 内燃機関車
DD1000形（DD1001、1002）

### 気動車

#### 蒸気動車
蒸気動車は1形式1両が在籍した。
キハ1形（キハニ1）
旅客列車増発用として、国鉄湧別線で使用されていた1912年汽車会社製蒸気動車のキハニ6453を1939年に借入、1941年に譲受（代価8,360円）してキハニ1としたもの。
全長15530mm、定員70人（座席44人）、荷重1t、自重24.80tの木造車で、動輪径860mm、固定軸距1676mm（動台車）/1680mm（従台車）、シリンダ178mm×385mm。
車体は前部から動台車とボイラのある運転室、手荷物室、3等客室、出入台兼後部運転室の配置で、座席はロングとクロスの組み合わせであった。
新夕張 - 野幌間で使用されたが勾配に対応できなかったためあまり使用されず、1943年に天塩鉄道に譲渡されている。天塩鉄道では1944年に客車に改造されてナハ101となったことになっているが、現車は鉄道省の木造客車ホハ12000形となっており、夕張鉄道でもナハニ1もしくはホハ11となっていた可能性もあり、客車化および通常の客車との現車振替の時期等は不明である。

#### ディーゼル動車
旅客列車の気動車化を目的に1952年以降導入され、キハ200形は戦後の北海道内では初の本格的な大型気動車として、またキハ250形は北海道初の液体式気動車として、それぞれ先鞭を付けた存在である。
機械式気動車
キハ200形（キハ201、202）
液体式気動車
キハ250形（キハ251）
キハ252形（キハ252-254）
キハ300形（キハ301、302）

### 客車

#### 元北海道炭礦鉄道の小形木造客車
いずれも路線開業にあたり、1925年に鉄道省から譲受したもので、台枠まで木製のオープンデッキ付、ストーブ暖房、アメリカのハーラン・アンド・ホーリングウォース製の木鉄合造の台車という仕様であった。夕張鉄道では1926年に連結器位置の変更、空気ブレーキ化改造などを実施、1931年に台枠、連結器、昇降台、雨トイなど、1936年には出入り口の踏段をそれぞれ改修するなどして使用された。また、手ブレーキは残っていたものの形式名から“フ”が外されている。
（フ）コロ6→コトク1
もともとは北海道炭礦鉄道の1893年手宮工場製ダブルルーフの1等客車い2で、その後鉄道院フコイ5130形5131→フコロ5670形5671となっていたものを譲受してフコロ6形の6としたものでのちにコロ6に改称された。この時点では全長12395mm、自重8.00t、定員30人。
1927年に特別車に変更され、車内を貴賓や会社重役用に整備してコトク1と改称、全長19895mm、自重9.84t、定員30人となった。しかし、戦後はほとんど使用されず鹿ノ谷駅構内で木工室となっていたが1957年に廃車となった。
手宮の北海道鉄道記念館に保存された北海道炭礦鉄道い1（定山渓鉄道コロ1から復元）の同型車。
（フ）コロハ1、2→コハ1、2
北海道炭礦鉄道の1898年製の2等客車に7および1903年製の2、3等客車にさ71で、いずれも手宮工場製。その後それぞれ鉄道院フコロ5665形5669→フコロハ5760形5760およびフコロハ5980→5981となっていたものを譲受してフコロハ1、2としたが、出自が異なるため形態は異なるものであり、1926年にフコロハ1形とフコロハ2形に形式を分けた。
フコロハ1は屋根がダブルルーフでロングシートの2等室とロング、クロス組合わせの3等室に分かれ、便所もそれぞれに用意されていた。フコロハ2も同様であったが、2等室部分の屋根がダブルルーフ、3等室部分がシングルルーフであるという特徴があった。定員はフコロハ1が2等夏18/冬15、3等夏28冬24人、フコロハ2が2等夏16/冬14、3等夏30冬26人であった。
1935年には2等の廃止によりコハ1、2となり、1936年に出入口に扉を設置、1939年には旧2、3等室間の仕切を撤去して座席をクロスとロングの組合せとする改造を行い、全長13118mm（コハ1）/12991mm（コハ2）、自重12.0t（コハ1）/12.44（コハ2）、定員夏62人/冬58人となった。
2両とも1938年から角田炭砿専用鉄道に貸出され、コハ1はその後ハ60と交代で1940年貸出、1941年譲渡で夕張砿専用鉄道に移り、コハ2は角田炭砿専用鉄道の旅客輸送が電車となった際に夕張鉄道に戻った後、1949年に廃車となり、車体が鹿ノ谷駅構内で物置として使用された。
（フ）コハ10、11
北海道炭礦鉄道の1902年手宮工場製の3等客車さ63および1904年岩見沢工場製の3等客車さ69で、その後鉄道院フコハ7970形7970、7976となっていたものを譲受してフコハ10、11となった。
屋根はシングルルーフ、室内は座席がクロスとロングの組合せで便所つきであり、全長12991mm、自重9.42t、定員夏62人/冬58人であった。
コハ10は1941年から旅客列車が電車化されるまで角田炭砿専用鉄道に貸出された後、1949年に廃車となり、車体が鹿ノ谷構内で物置となった。一方コハ11は1936年に角田炭砿専用鉄道に貸出されたあと、1938年に廃車となり継立駅付近で倉庫となった。
（フ）コハ12
北海道炭礦鉄道の3等客車さ58で、手宮工場製で1897年の製造と推定される。鉄道院ではフコフ7959形7959となっていたものを譲受してフコハ12となった。なお、当初はフコハ10形であったが1926年にフコハ12形に形式が分けられた。
屋根はシングルルーフ、室内の座席はクロスシート、便所付で全長11570mmと他の車両より短く、自重7.99t、定員夏56人/冬52人（鉄道省時代）であった。
1934年に角田炭砿専用鉄道に貸出され、その後1938年に廃車され、車体が継立駅付近で倉庫となった。

#### 元神中鉄道の小形木造客車
1939年にコハ11、12の代替などのために神中鉄道から譲受した木造2軸客車で、いずれも神中鉄道が開業時の1925年、1926年に汽車会社東京支店で製造したもので、オープンデッキ、ダブルルーフ、クロスシート、便所なしであった。夕張鉄道では冬季はクロスシートを1ボックス外してストーブを設置した。
ハ20形（ハ20-23）
もと神中鉄道ハ20 - 23で夕張鉄道でも同番号としたもので、全長9766mm、自重8.0t、定員夏48人/冬44人であった。
ハ60とともに夕張付近の従業員輸送列車などに使用されていたが、1950年代に入ってからはあまり使用されず、一時鹿ノ谷駅構内の木造倉庫代用となったこともあるが、1956年に廃車となった。また、ハ20、21は1942年に天塩鉄道に貸出されたことがある。
ハ23は火災で焼損したが、復旧の際には屋根がシングルルーフとなった。
ハ60形（ハ60）
もと神中鉄道フハ50形のフハ51で、手ブレーキつきであったが夕張鉄道ではハ60となったもので、全長9766mm、自重8.0t、定員夏44人/冬40人であった。
1940年に短期間夕張砿専用鉄道に貸出されたこともあるが、1950年代に入ってからはあまり使用されず1956年に廃車となった。

#### 通常型木造ボギー客車
ナハフ50形→ナハ50形（ナハフ50、51→ナハ50、51）
開業にあたって用意された客車で、1926年梅鉢鉄工所製、木造車体、ダブルルーフ、車内はクロスシート、ストーブ暖房、車掌室と便所付、全長16920mm、自重25.0t、定員夏80人/冬72人であった。
その後1934年に車軸発電機取付、1935年に車掌室を撤去して座席を設けてナハ50、51に改称、1936年に踏段の改良などをしながら混合列車などに使用された後、客貨分離の進展により1963年に廃車となった。
ナハ50は1928年認可で夕張砿専用鉄道に随時貸出されるようになった（実態は不明）。
ナハ50形（ナハ52、53）
戦後の石炭増産体制に伴う輸送力増強のために1950年に国鉄ナハフ24000形24507とナハ23800形23879を譲受したもので、それぞれ1924年梅鉢鉄工所製、1927年汽車会社東京工場製であり、入線直後にナハ52は車掌室と洗面所を、ナハ53は洗面所をそれぞれ撤去して座席としている。木造車体、ダブルルーフ、車内はクロスシート、ストーブ暖房、車掌室と便所付で、全長16802mm（ナハ52）/17000mm（ナハ53）、自重25.11t/25.69t、定員夏84人/冬76人であった。
その後ナハ52の屋根をシングルルーフに改造するなどしながら混合列車などで使用されたが、客貨分離の進んだ1965年に廃車となった。
ホハフ10形（ホハフ10）
もともとは1903年に日本鉄道大宮工場で製造された、いろ62で、その後の経歴はイネロ5050形5051→ロネロ5080形5081→ホロネロ250形251→国鉄ホハフ2630形2630であったものを旅客輸送力増強のために1952年に譲受したもの。車体は木造で屋根はダブルルーフ、室内の座席は一部ロングシートのクロスシート、便所付き、ストーブ暖房、全長15792mm、自重20.5t、定員夏68人/冬60人であった。
野幌 - 新夕張の混合列車にも使用されたが、後には夕張付近の通勤通学列車に使用され、1957年に廃車となったが、台枠、台車はヤ1に流用された。

#### 半鋼製ボギー客車
ナロハ100形→ナハ100形→ナハニ100形→ナハニフ100形（ナロハ100→ナハ100→ナハニ100→ナハニフ100）
野幌 - 栗山間の開業に際して1929年に日本車輌東京支社でナロハ100形として製造された2、3等合造客車で、屋根はシングルルーフ、台車はTR11、室内は2等ロングシート/3等クロスシート、ストーブ暖房、全長17000mm、自重24.5t、定員2等夏16人/冬13人、3等夏60人/冬56人で国鉄のオロハ30形と似た形態であった。
その後1934年に車軸発電機設置、1935年には2等廃止によりナハ100となり、さらに1936年に踏段の改修を受けている。また、1938年認可で夕張炭砿専用鉄道へ必要時に貸出されることとなったが実態は不明である。
客貨分離の進展により、手小荷物の取扱が必要となったことから付随車化されることとなり、1956年に荷物室を設置してナハニ100に改造され、この際塗装が茶色から上クリーム、下茶色に変更となり、定員夏60人/冬56人、荷重3.0t、自重24.68tとなった。
客貨分離をさらに進めるためにキハ250形およびキハ300形気動車の編成の中間にも組み込まれることとなり、気動車の付随車とするための車掌室の設置と電気回路の変更が1958年に実施されてナハニフ100となったほか、1959年に車体の更新修繕（ノーシル・ノーヘッダー化）、1960年にウエバスト式暖房2基を床下に設置がなされ、定員60人、自重24.9tとなった。また、のちに車体下部の色が濃赤色に変更され、気動車の間に挟んだDTD編成や気動車で牽引する編成などで廃線まで使用された。
ナハ150形→ナハニ150形→ナハニフ150形（ナハ150-153→ナハニ150-153→ナハニフ150-153）
平和砿（もと若菜辺砿）の再開により1937年に2両、日中戦争進展による増産に伴う旅客増により21号機とともに1940年に2両がいずれも日本車輌東京支社で製造されたもので、屋根はシングルルーフ、台車はTR11、室内はクロスシート、ストーブ暖房で、全長18400mm、自重25.14t、定員夏84人/冬76人で国鉄のスハ32形と似た形態であった。
客貨分離の進展により、付随車化され、1957年にナハ152、153が、1958年にナハ150が座席2区画分と出入台を荷物室に改造してナハニ152、153、150となり、この際塗装が茶色から上クリーム、下茶色に変更となった。その後1958年にはナハニ152、153にウエバスト式暖房2基を床下に設置し、定員68人、荷重2.0t、自重25.14tとなった。
客貨分離をさらに進めるためにキハ250形およびキハ300形気動車の編成の中間にも組み込まれることとなり、気動車の付随車とするための車掌室の設置と電気回路の変更が1958年および1961年（ナハ151のみ、この際に荷物室およびウエバスト式暖房2基を設置）に実施され、ナハニフ150 - 153となったほか、ナハニフ150にも1961年にウエバスト式暖房2基を設置している。
ナハニフ153は1964年に座席を転換クロスシートに交換され、定員90（座席60）人に変更された。また、のちに4両とも車体下部の色が濃赤色に変更され、気動車の間に挟んだDTD編成や気動車で牽引する編成などで使用された。
ナハニフ153が1968年に倉敷市交通局にキハ301、302とともに譲渡されたほかは末期まで使用された。
ナハニフ151が1972年5月に夕張市に寄贈され、夕張本町駅跡に開設された夕張市郷土資料館に14号機とともに保存され、1980年9月には石炭の歴史村・SL館に移設されて保存・公開されていたが、管理者の不在もあって、同館は2008年10月から休館中である。

#### 事業用客車
ヤ1形（ヤ1）
夕張鉄道が沿線で会議や会合をする際の会場として使用するために、1959年に夕張鉄道工場でホハフ10の台枠と台車を利用して製造したもので、屋根はシングルルーフ、全長15792mm、自重17.5t、定員未設定であった。
車体の一端に出入口と土間と下駄箱、台所と手用制動機が設けられ、その他は畳敷きで机と演台を設けていた。また、車体は白と黄色の塗り分けで“つどい号”と書かれていた。
1961年には廃車となり、車体は上江別の保線丁場となった。

### 貨車
ワフ1形（ワフ1-7）
開業にあたって用意された木製2軸有蓋緩急車で1926年日本車輌製のワフ1 - 5と、1929年と1934年にワフ56とワフ55をそれぞれ改造したワフ6、7が存在した。
ワフ6、7は1965年に有蓋車に戻す改造がなされ、それぞれ原番号に戻った。
ワ50形（ワ50-56）
開業にあたって用意された木製2軸有蓋車で1926年日本車輌製のワフ50 - 56が存在した。
ワ100形（ワ101、102）
1953年に国鉄から譲受した木製2軸有蓋車で、ワ101は1930年日本車輌製の国鉄ワ21621、ワ102は1930年田中車輌製の国鉄ワ21629であった。
ワ400形（ワ401-403）
1953年に国鉄から譲受した木製2軸有蓋車で、いずれも1922年日本車輌製で国鉄ワ21401、ワ21408、ワ21418であった。
フト（ト）1形（フト（ト）1-15）
開業にあたって用意された木製手用制動機付無蓋車で1925,26年日本車輌製のフト1 - 12と、1928年にト113、ト111、ト112を改造したフト13 - 15が存在した。
のちに手用制動機を存置したまま称号フトからトに変更し、1934年には手用制動機を車側制動機に変更した。
ト1形（ト11、15-20）
1955年にト101形ト101、ト106、ト107、ト108、ト103、ト104、ト105に空気制動機を取り付けてト形ト11、15 - 20としたもので、ト11とト15は上記のフト1形のうち事故廃車となったフト11→ト11およびフト15→ト15とのは別の車両。
ト101形（ト101-113）
開業にあたって用意された木製2軸無蓋車で、1925年日本車輌製。
1927 - 28年にト111 - 113に空気制動機が取付けられた。
チ1形（チ1、2）
1934年にト101形ト109、ト110を改造した木製2軸長物車で1959年には空気制動機が取付けられた。
ユキ（キ）1形（ユキ（キ）1）
1926年国鉄苗穂工場製で、国鉄ユキ1形と同型の木製2軸ボギーラッセル雪カキ車。
1928年には称号をユキからキに変更したほか、1933年と1934年に翼を改造し、1950年には車体を鋼体化した。
ミ1形（ミ1）
1926年に1形蒸気機関車1、2を本線の列車に使用できるように国鉄5700形の5750もしくは5707（資料により異なる）の炭水車を譲受し、連結器を自動連結器に変更したもの。
後に7形蒸気機関車7の補助水槽車として使用され、1949年には水槽容積を9.57m3から12.14m3に拡大した。

#### 北炭借入車
セサ500形（セサ500 - 531）
夕張鉄道は北炭専用鉄道と自社線を直通する火山灰輸送の効率化をはかるため、北炭所有の火山灰車を借り入れて運用し、火山灰輸送が終了したあとも借入を継続して自社線内の運炭に使用した。1928年5月借入使用認可時の形式番号はオテセ500形オテセ500、オテセ516 - 525、オテハ500形オテハ501 - 515、オテハフ50形オテハフ50 - 55の32両で、設計認可日とメーカーにより次の3グループに分けることができる。
1925年11月認可の日本車輌製8両は、緩急室付のオテハフ50形オテハフ50 - 55、オテハ600形オテハ601（1927年オテセ500形式オテセ516に改称）、オテハ500形オテハ525（まもなくオテセ500形オテセ525に改称）であった。
1926年8月認可の日本車輌製8両はオテハ500形オテハ517 - 524（まもなくオテセ500形オテセ517 - 524に改称）であった。
1926年9月認可の梅鉢鉄工所製16両はオテハ600形オテハ600（1927年オテセ500形オテセ500に改称）とオテハ500形オテハ501 - 515であった。
借入後、夕張鉄道では火山灰を表す「ハ」の標記を使用していないことから石炭車用の「セ」に統一してオテセ500形オテセ500 - 525、オテセフ50形オテセフ50 - 55に訂正、1928年9月にはセラ500形セラ500 - 525、セラフ50形セラフ50 - 55となった。1933年にセラフ50形の緩急室を撤去してセラ500形に編入、セラ526 - 531となった。さらに1934年にはセラ500形をセサ500形に改造してセサ500 - 531となった。このうちセサ526 - 531は1935年一時的に土砂運搬車セラ1形セラ1 - 6に改造使用、セサ510 - 524は1941年天塩鉄道開業に際して貸し出された。

## 復活へ向けた動き
路線廃止直後から、野幌駅 - 栗山駅間の沿線で復活運動が起こり、南幌町に準備室が設置された。
当初は地方鉄道法による復活を想定していたが、後に軌道法による復活に改められ、受け皿として名乗りを上げた企業がSL列車の運行を提案するなど、具体性もあった。このため、沿線では北海道炭礦汽船に対し、当面線路などの撤去などを行わないよう申し入れていた。
しかし1980年ごろ、受け皿となる企業が進出を断念し、復活はならなかった。その後、残されていた鉄道施設の撤去が始まり、準備室も廃止された。
「南幌町百年史」（1991年、南幌町史編さん委員会）にこのことが詳細にまとめられている。

## 廃止後の状況

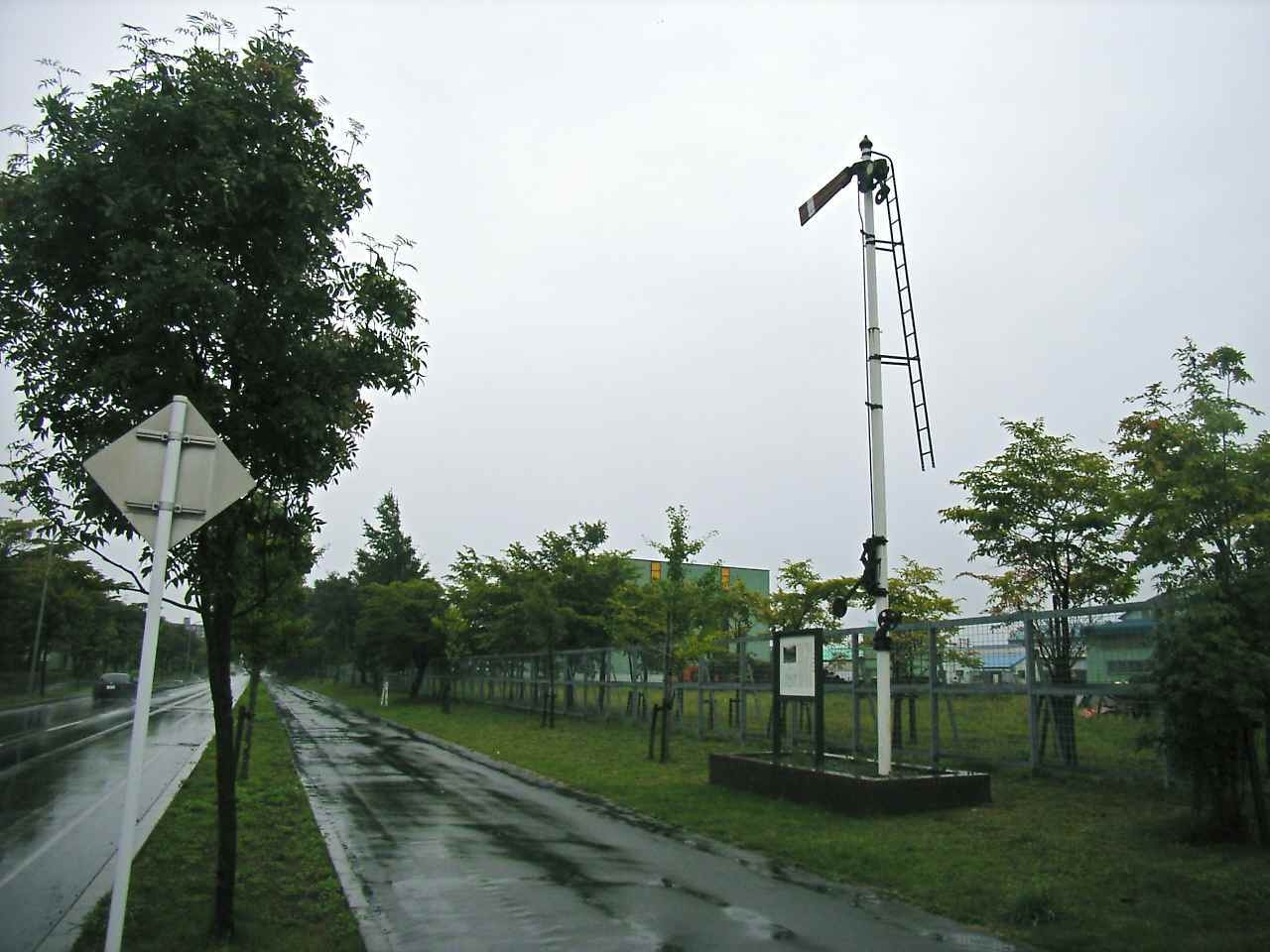
北海鋼機前駅跡近くに設置された夕張鉄道を偲ぶ記念碑（江別市・2007年）

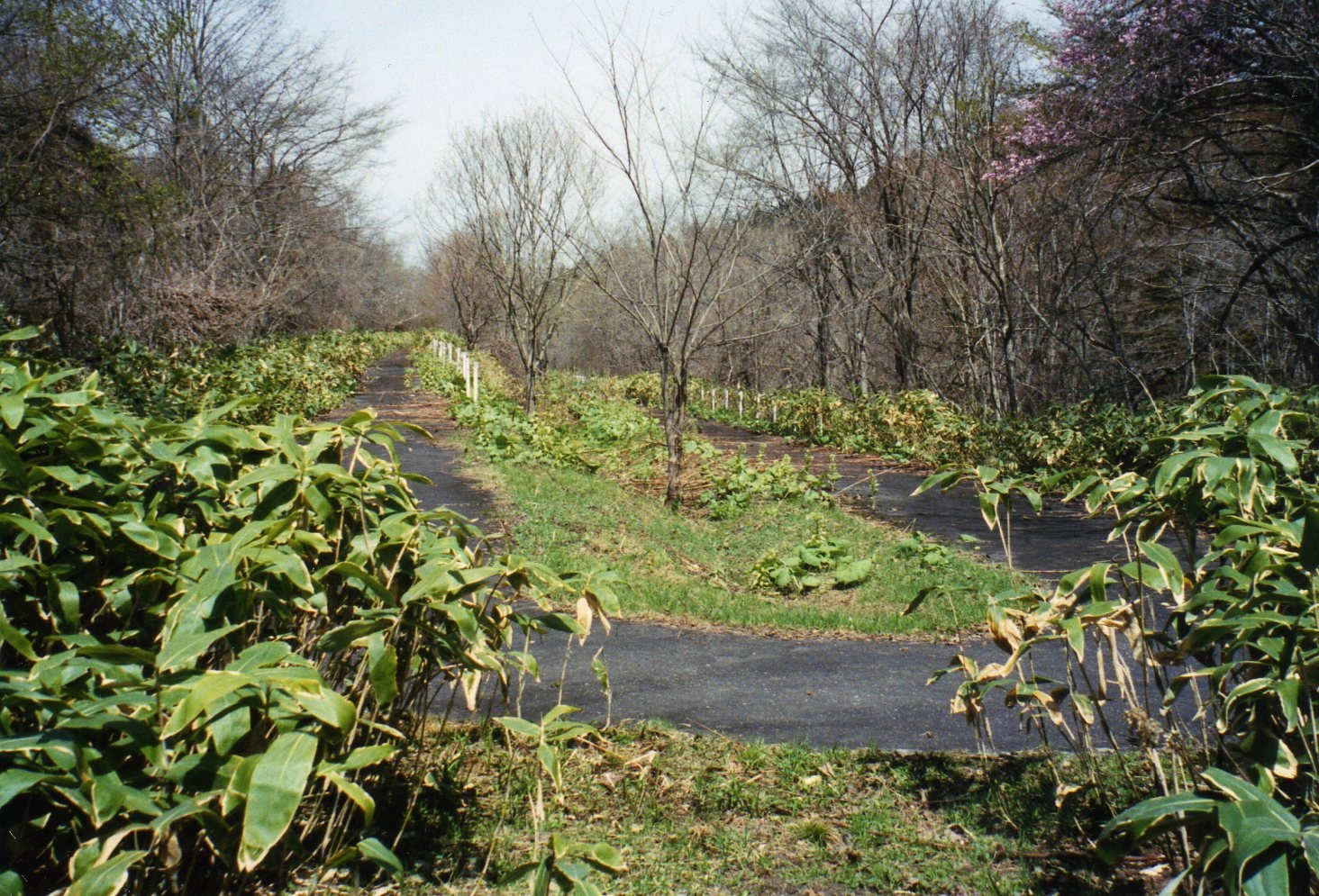
訪れる人も少ない錦沢のスイッチバック跡（夕張市・2002年）

野幌 - 栗山 - 夕張間の延長53.2kmを結んでいた夕張鉄道の痕跡は沿線の随所に残っている。起点の野幌は札幌都市圏として発展が著しく駅舎も高架化され、夕張鉄道が乗り入れていた当時の面影は無くなった。夕張からの機関車が休息した野幌駐泊所跡にはマンションが建ち、札幌大通への連絡バスが発着した北海鋼機前駅跡にも娯楽遊技店が建設されている。しかし栗山までの廃線跡のかなりの部分は空知南部広域農道（きらら街道）として整備されており、それなりに痕跡を残している。北海綱機敷地に隣接した「きらら街道」の歩道には夕張鉄道の記念碑として江別市により腕木式信号機が設置され、南幌町の晩翠駅跡にも同鉄道を偲ぶ標柱が設置されている。
南幌駅跡には「南幌ビューロー」（ふるさと物産館）、「南幌町保健福祉センターあいくる」等が整備されているが街路に斜めに建てられた農業倉庫が往時を偲ばせ、駅跡を示す標柱が南幌町により設置されている。南幌駅を出て道道恵庭栗山線と交差する直前に水路を斜めに渡る長さ1mほどのコンクリート橋が、歩行者専用の歩道として残存していたが、水路の改修に伴い2001年に撤去された。北長沼駅跡にも長沼町により駅跡を示す標柱が設置されている。同鉄道最大の構造物であった「第二夕張川橋梁」は1990年代前半まで残存していたが、現在は栗山側の橋台部分に僅かにその痕跡を残すだけである。
室蘭本線の栗山駅も近代的な複合駅舎に建て替えられたが、夕張鉄道建設時に余ったレールが近くの小林酒造に売却され、酒蔵「大正蔵」と倉庫の4棟などの骨組みに、現在でも使用されている。由仁側には室蘭本線を跨いだ跨線橋の痕跡が残っている。この跨線橋は国鉄室蘭本線の複線化に伴い、1969年に建設したばかりだった。角田駅跡にも廃車となった貨車が残されている。継立駅舎は事務所として、新二岐駅舎は知的障害者通所授産施設としてそれぞれ転用され、道道札幌夕張線に面して駅舎が残っている（後者は2023年2月に解体）。
夕張市冨野から高松まで、同鉄道に接続した北炭夕張炭鉱専用鉄道を含む廃線跡はサイクリング道路として整備されたが、老朽化や財政難により現在は冨野・平和間は廃止状態となっている。同鉄道沿線随一の行楽地であった錦沢駅周辺は立ち入る人も少なく、道道の改良で一部区間が道路に侵食されている。平和駅跡から先はサイクリング道路となっていて、他市町と異なり駅跡や鉄道跡を示す記念碑などは存在しないが、若菜駅跡にはホームの痕跡が残っている。鹿ノ谷の車両区の建物二棟も工芸品工場として再利用されていた。しかし一棟は雪害により屋根が損傷し、2011年11月に除却され、その部材は岩見沢市栗沢町のワイナリーに移築・再生される予定となっている。
夕張市役所横に位置する旧・夕張市民会館の1階に入居していた終点の夕張本町駅は、付近に夕張鉄道の社紋がついた電柱が残されている。そこから先へ進んだ専用鉄道跡には、高松跨線橋が炭砿遺産として残されている。跨線橋は北炭夕張炭鉱関連施設として登録有形文化財となっている。なお、沿線の夕張市、栗山町、長沼町には同鉄道で運用された車両が保存されている。

## 代行バス
従来より、夕張鉄道による並行バス路線が設定されていたが、そのまま代行バスとなった（新札夕線・札幌代行線）。
野幌方面は国道12号を通り新さっぽろ駅前まで乗り入れ、一部の便はさらに札幌大通まで乗り入れる形で運行された。夕張方面は市内各方面の直通が設定されていたが最末期は新夕張駅前発着であった。また、これとは別に由仁・長沼を経由し最短距離で札幌 - 夕張間を結ぶ札幌急行線も運行されていた。
しかしながら、2023年10月1日、新夕張駅前・栗山駅前発着の全便と札幌急行線の全便が廃止され、南幌東町 - 新さっぽろ駅前・札幌大通間のみの運行となり、夕張 - 栗山 - 南幌間で路線が分断されることとなった。
路線廃止に伴い、北海道中央バスの高速ゆうばり号が「夕鉄本社ターミナル」「富野」「栗山高校」「西2号」バス停を新設し、これらの廃止路線の一部を代替する。
栗山町では通学・通院客の便宜を図るため、実証実験として、2024年3月まで栗山 - 南幌 - JR北広島駅前間の代替バス（ワゴン車使用）を走らせることを決めた。
また、夕張市では、デマンド交通として新夕張駅 - 本町 - 富野 - 栗山日赤病院前 - 町立長沼病院前の実証実験を決めた（2024年3月まで）。乗降は夕張市内・市外間の往来に限る（夕張市富野地区の住民のみ、夕張市内相互の利用も可能）。
2024年5月、南幌町によると、北海道中央バスは「高速ゆうばり号」を同年9月限りで廃止する意向を示した。これにより栗山 - 夕張間の公共交通が全廃されることになる（南幌 - 栗山は別に「高速くりやま号」が存在する）。